# Eirik Lie
Eirik Lie (født 1948) er en norsk musiker, sanger og guitarist. Han var i 1970'erne kendt som guitarist i bandet Naboens Rockeband indtil bandet blev opløst i 1982. I 1996 udgav han hans første og hidtil sidste album 12 bilder som indeholder 12 numre.